# مینگ-نا ون
مینگ-نا ون (انگلیسی: Ming-Na Wen؛ زادهٔ ۲۰ نوامبر ۱۹۶۳) یک هنرپیشه و مدل چینی-آمریکایی‌ است. وی از سال ۱۹۸۵ میلادی تاکنون مشغول فعالیت بوده‌است‌. ون بیشتر برای صداگذاری شخصیت مولان در فیلم‌های مولان (۱۹۹۸)، مولان ۲ (۲۰۰۴)، رالف اینترنت را خراب می‌کند (۲۰۱۸) و بازی در نقش ملیندا می در سریال مأموران شیلد (۲۰۲۰-۲۰۱۳) شناخته‌می‌شود.

## فیلم‌شناسی
- هنگ کنگ '۹۷ (۱۹۹۴)
- مبارز خیابانی (۱۹۹۴)
- مولان (۱۹۹۸)
- فاینال فانتزی: ارواح درون (۲۰۰۱)
- مولان ۲ (۲۰۰۴)
- شب پرام (۲۰۰۸)
- فشار (۲۰۰۹)
- تاریکی (۲۰۱۶)
- رالف اینترنت را خراب می‌کند (۲۰۱۸)
- مولان (۲۰۲۰)

### تلویزیون
- دنیایی دیگر (۱۹۸۵)
- بخش فوریت‌های پزشکی (۲۰۰۴-۲۰۰۰، ۱۹۹۵)
- نظم و قانون: واحد قربانیان ویژه (۲۰۰۴)
- بتمن (۲۰۰۵-۲۰۰۴)
- مرغ ربات (۲۰۰۵)
- جهان‌های استارگیت (۲۰۱۱-۲۰۰۹)
- اورکا سون (۲۰۱۲-۲۰۱۱)
- مأموران شیلد (۲۰۲۰-۲۰۱۳)
- فینیس و فرب (۲۰۱۵)
- مندلورین (۲۰۲۰-۲۰۱۹)
- جنگ ستارگان: بد بچ (۲۰۲۱)

## جوایز
- برنده جایزه آنی بهترین صداپیشه زن برای فیلم مولان سال ۱۹۹۸
- نامزد جایزه انجمن بازیگران فیلم برای بهترین اجرای گروه بازیگران در مجموعه درام برای سریال بخش فوریت‌های پزشکی سال ۲۰۰۱